# Robursport Pesaro
Robursport Pesaro ist ein italienischer Frauen-Volleyballverein aus Pesaro (Region Marken), der in der italienischen Serie A1 spielte.

## Geschichte
Robursport Pesaro wurde 1967 gegründet und spielte seit 2003 unter dem Sponsornamen Scavolini Pesaro in der höchsten italienischen Spielklasse „Serie A1“. Seitdem spielten die Frauen ständig in der Spitzengruppe mit und wurden 2008, 2009 und 2010 italienischer Meister. 2009 gewann man den italienischen Pokal, und 2006, 2008, 2009 und 2010 gewann man den italienischen Supercup. Auch in Europa war Scavolini Pesaro erfolgreich. So gewann man den CEV-Pokal 2006 und 2008. Seit der Saison 2008/09 spielte Pesaro in der Champions League, in der man 2011 das Final Four erreichte. Nach dem Rückzug des Sponsors Scavolini spielt der Verein seit 2013 als Snoopy Pallavolo Pesaro in der Serie B1.

## Bekannte ehemalige Spielerinnen
- Sheilla Castro (2004–2008)
- Marianne Steinbrecher (2006–2008)
- Jaqueline Carvalho (2008–2009)
- Guendalina Buffon (2000–2001)
- Nadia Centoni (2003–2005)
- Antonella Del Core (2003–2006)
- Carolina Costagrande (2005–2010)
- Simona Rinieri (2004–2006)
- Kinga Maculewicz (2005–2007)
- Lindsey Berg (2004–2007)
- Alexandra Klineman (2012–2013)
- Christiane Fürst (2007–2009)
- Maren Brinker (2011–2012)
- Katarzyna Skowrońska (2008–2010)
- Elke Wijnhoven (2007–2010)
- Manon Flier (2010–2011)